# Gunzenheim
Das Kirchdorf Gunzenheim ist ein Gemeindeteil des Marktes Kaisheim im Landkreis Donau-Ries (Regierungsbezirk Schwaben, Bayern).

## Geschichte
Der älteste Nachweis von Gunzenheim ist auf einer Schenkungsurkunde an das Kloster Lorsch aus dem Jahr 805 datiert (2. April 805). 868 kam es durch einen Tausch zum Herzogtum Bayern. Im 12. Jahrhundert ging Gunzenheim in den Besitz des neu errichteten Klosters Heiligkreuz über. Die Dorfbewohner erbauten 1671 zu Ehren des Apostels Thomas eine Kapelle. Das kleine geschnitzte Gnadenbild der Muttergottes war das Ziel vieler Wallfahrten, insbesondere im 17. Jahrhundert. Nach der Säkularisation wurde es stiller um den Wallfahrtsort Gunzenheim, zumal andere bedeutendere und größere Wallfahrtsstätten entstanden.
Gunzenheim war eine selbständige Gemeinde im Landkreis Donauwörth und wurde am 1. Juli 1971 im Zuge der Gebietsreform in Bayern in den Markt Kaisheim eingemeindet sowie mit Kaisheim zusammen am 1. Juli 1972 dem Landkreis Donau-Ries zugeschlagen.
Die katholische Filialkirche Sankt Thomas gehört zur Pfarrei Sankt Johannes in Mündling; Gunzenheim liegt im Bistum Eichstätt.
Nördlich des Dorfes befindet sich der Waldfriedhof. Dieser ist eine Stiftung von Maximilian Straßer. Seine Leiche wurde aus New York, wo er es zu ansehnlichem Reichtum gebracht hatte, nach Gunzenheim überführt. Straßer stiftete auch die Villa Barbara, in der heute der ehemalige Bischof von Eichstätt und Augsburg, Walter Mixa, wohnt.
Neben seiner attraktiven Lage inmitten von sanften, bewaldeten Hügeln birgt das kleine Dorf eine bedeutsame geologische Besonderheit, Die Gump in Gunzenheim, einen kleinen Badeweiher, der wie so viele Besonderheiten um das Nördlinger Ries herum seinen Ursprung im Ries-Impakt hat.

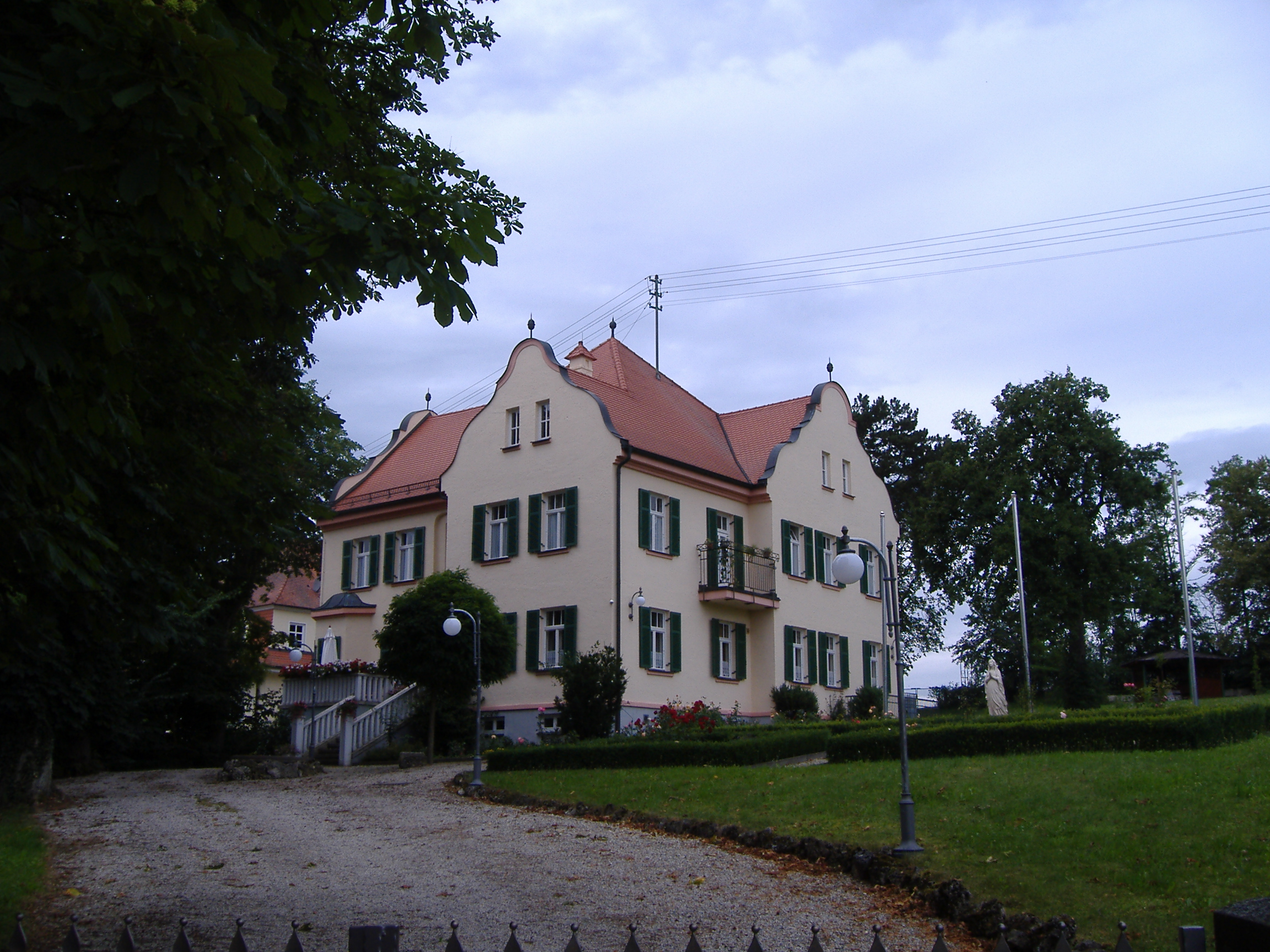
„Villa Barbara“
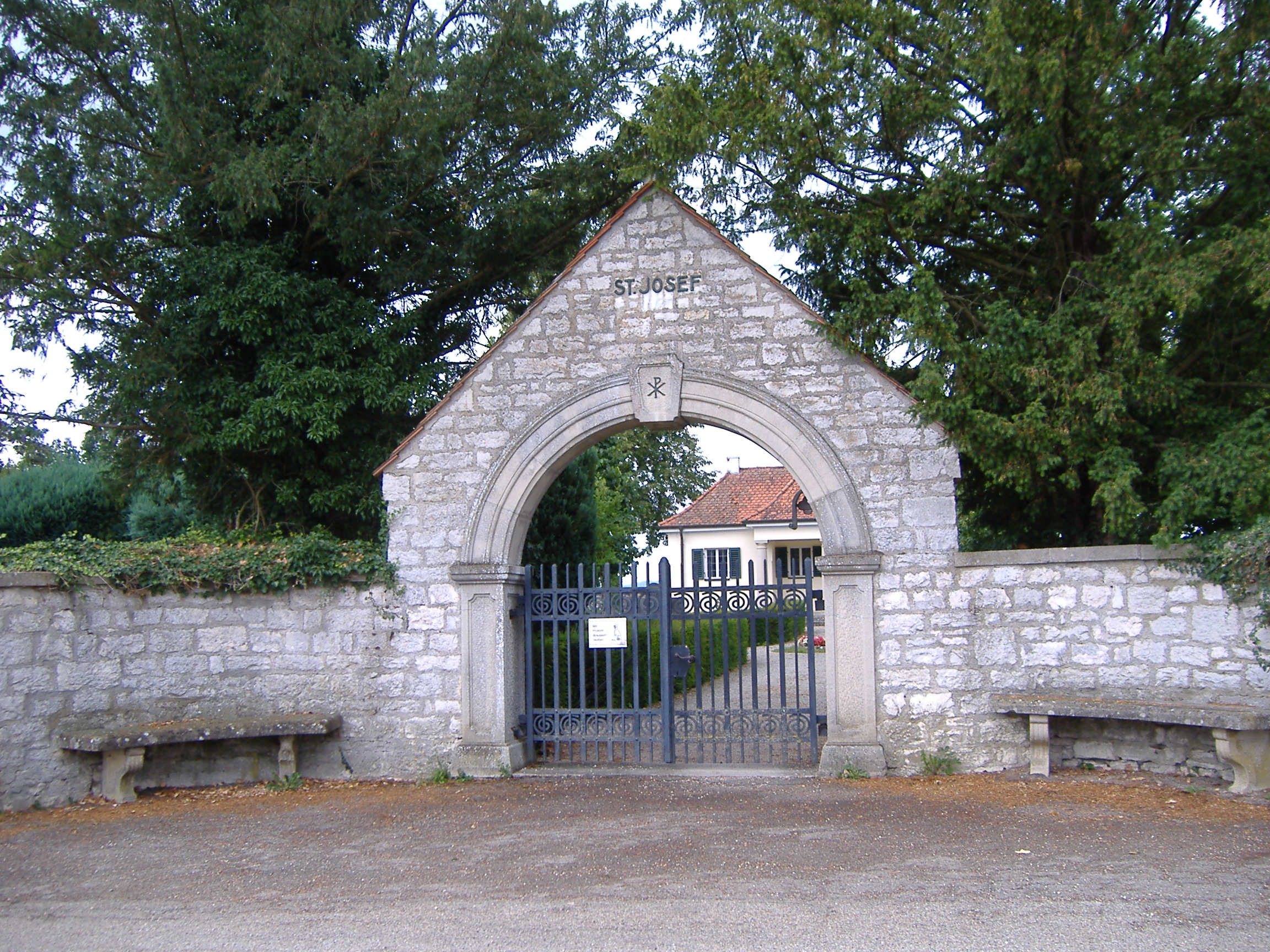
Waldfriedhof
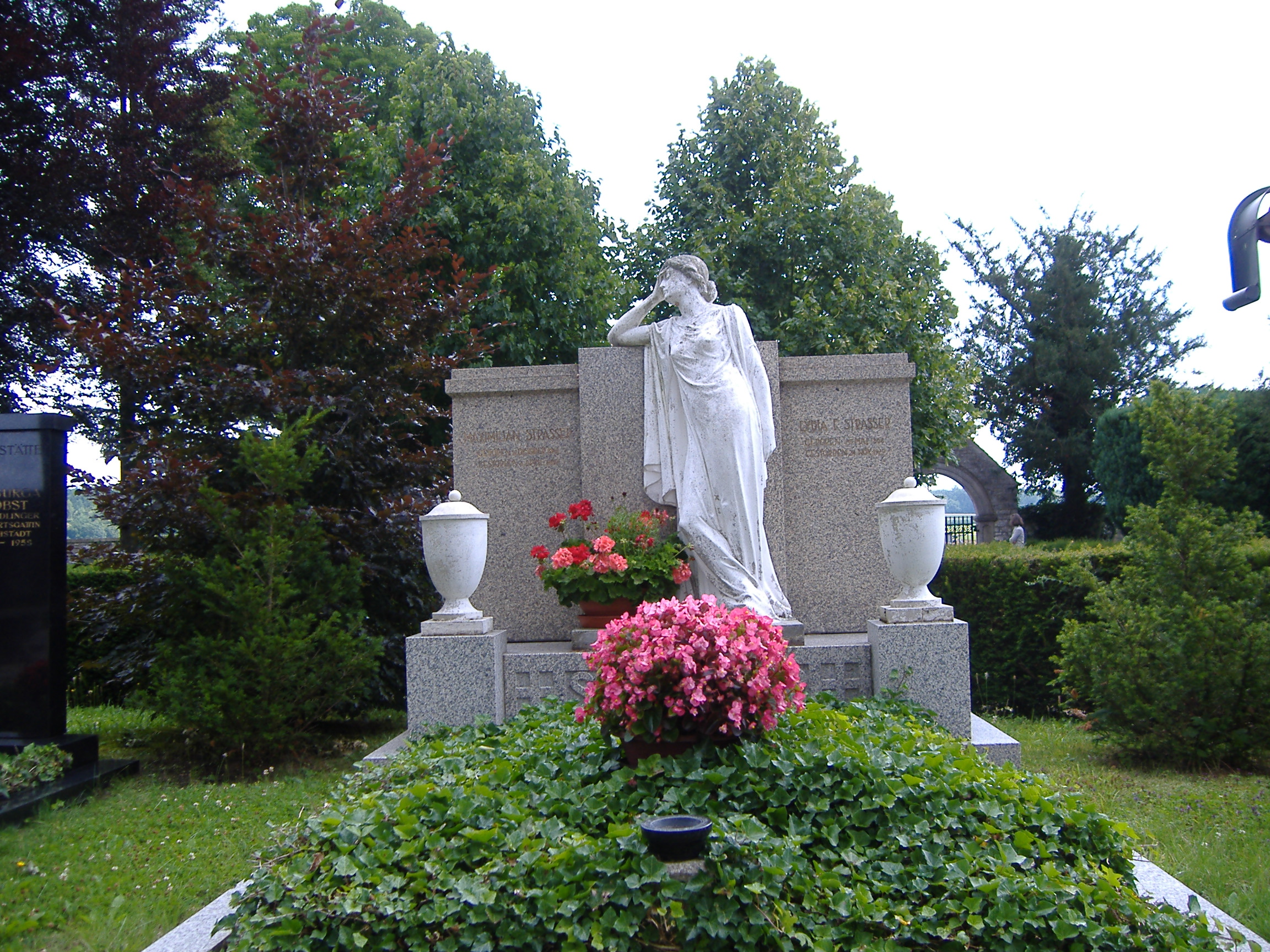
Familiengrab Straßer

## Baudenkmäler
Siehe: Liste der Baudenkmäler in Gunzenheim